# Reggie Jackson (Baseballspieler)
Reginald Martinez „Reggie“ Jackson, Spitzname Mr. October, (* 18. Mai 1946 in Wyncote, Pennsylvania) ist ein ehemaliger US-amerikanischer Baseballspieler in der Major League Baseball (MLB).

## Leben
Jackson war von 1967 bis 1987 Spieler in den US-amerikanischen Major Leagues. Er hat sich vor allem durch eine größere Zahl phänomenaler Auftritte in den Play-offs und der Meisterschaft (World Series) besonders hervorgetan, was ihm den Namen „Mr. October“ eintrug, da die Play-offs immer in den ersten Oktobertagen stattfinden und die Meisterschaft Ende der dritten oder in der vierten Oktoberwoche entschieden ist.
Begünstigt wurde dies gewiss dadurch, dass er sowohl den Oakland Athletics wie auch den New York Yankees zu Zeiten angehörte, als beide Mannschaften sich jeweils in Hochphasen befanden, so die sogenannten A’s mit ihren drei Titeln 1972 bis 1974 und die Yankees mit zwei Meisterschaften 1977 und 1978. Als klassischer Power Hitter konnte Jackson mit 563 Home Runs in seiner Karriere Platz neun auf der ewigen Rekordliste belegen und damit immerhin solche Legenden wie etwa Mickey Mantle oder Lou Gehrig übertreffen. Jackson war auch der erste und bisher einzige Spieler, der im Dienst dreier verschiedener Baseball-Vereine (Oakland Athletics, New York Yankees und California Angels) jeweils wenigstens 100 Home Runs erzielen konnte.
Seine wohl am meisten bewunderte „Großtat“ vollbrachte er im sechsten Spiel der 1977er World Series gegen die Los Angeles Dodgers, als er in diesem einen Spiel drei Home Runs schlug. Dies war vorher nur dem legendären Babe Ruth in World-Series-Spielen gelungen. Jackson brachte dies jedoch auf nur drei pitches fertig, das heißt, er kam im Rahmen der Aufstellung (Batting Order) im Spielverlauf dreimal an den Schlag und schlug jedes Mal den allerersten ihm angebotenen Wurf über die Rückwand des Spielfelds im Yankee Stadium, und dies gegen drei verschiedene Pitcher. Der First Baseman der Dodgers, Steve Garvey, soll später gesagt haben, er habe Jackson nach dem dritten dieser Home Runs insgeheim in seinen Handschuh hinein applaudiert. Jackson konnte zudem in dieser World Series insgesamt fünf Home Runs erzielen. Da die Yankees bis dahin mit drei zu zwei Spielen führten, hat Jackson mit seinem spektakulären Auftritt auch weitgehend Spiel sechs und damit den Titel mit 4:2 Spielen gewonnen.
In dem Film Die nackte Kanone spielte er 1988 einen unter Hypnose stehenden Baseballspieler, der versucht Queen Elizabeth II umzubringen.
Jackson ist der Cousin von Barry Bonds.

## Auszeichnungen und Ehrungen
- World Series MVP 1973 und 1977
- Jackson wurde 1993 in die Baseball Hall of Fame gewählt.
- Beim MLB All-Star Game 2008 warf er zusammen mit  Whitey Ford, Rich Gossage und Yogi Berra den zeremoniellen ersten Pitch.